# Nageia koraiana
Nageia koraiana är en barrträdart som först beskrevs av Philipp Franz von Siebold och Stephan Ladislaus Endlicher, och fick sitt nu gällande namn av Carl Ernst Otto Kuntze. Nageia koraiana ingår i släktet Nageia och familjen Podocarpaceae. Inga underarter finns listade i Catalogue of Life.